# Krvna kleveta
Krvna kleveta ( ili krvna optužba ) je lažna optužba ili tvrdnja da vjerske manjine, obično Židovi, ubijaju djecu kako bi koristile njihovu krv u svojim vjerskim obredima. Povijesno gledano, ove tvrdnje, uz one o trovanju izvora vode i oskvrnuća hostije, su bile glavne izlike u europskom progona Židova.